# Булах Петро Федорович
Петро Федорович Булах (червень 1898, слобода Журавлівка Харківської губернії, тепер у складі міста Харкова — розстріляний 28 липня 1938, Москва) — радянський діяч органів держбезпеки, начальник УНКВС по Орджонікідзевському краю. Входив до складу особливої трійки НКВС СРСР. Депутат Верховної Ради СРСР 1-го скликання (1937—1938). 

## Біографія
Народився в родині кравця. З 1906 по 1909 рік навчався в церковноприходській школі.
У 1910—1912 роках — хлопчик-підручний, підмайстер в майстерні із виготовлення желатинових капсул при аптеці в Харкові. У 1912—1914 роках — пакувальник в аптеці Щавинського в Харкові. З 1914 по лютий 1917 року — посильний, переписувач в канцелярії прокурора Харківського окружного суду.
У лютому — листопаді 1917 року — рядовий 24-го запасного і 431-го піхотного Тихвинського полків російської армії.
У грудні 1917 — квітні 1918 року — червоногвардієць при Центральному штабі Червоної гвардії в Харкові.
З червня по листопад 1918 року — переписувач-машиніст в канцелярії прокурора Харківського окружного суду.
У грудні 1918 — червні 1919 року — діловод штабу Харківського військового округу. У червні — вересні 1919 року — рядовий, командир взводу Сумського окремого стрілецького батальйону РСЧА.
Член РКП(б) з вересня 1919 по жовтень 1921 року (виключений за те, що залишився в Харкові в 1918 році при зміні влади).
У вересні 1919 — травні 1920 року — командир взводу, командир батальйону 517-го стрілецького полку 58-ї стрілецької дивізії РСЧА. У травні — вересні 1920 року — військовий комісар 220-го окремого батальйону воєнізованої охорони (ВОХР). У вересні 1920 — жовтні 1921 року — військовий комісар 71-го і 556-го полків внутрішньої служби (ВНУС).
У жовтні 1921 — липні 1923 року — регістратор інформаторського підвідділу секретно-оперативного управління Всеукраїнської надзвичайної комісії (ВУЧК).
У липні 1923 — грудні 1926 року — уповноважений особливого відділу Повноважного представництва ОДПУ по Південному Сході (Північно-Кавказькому краю). У грудні 1926 — березні 1931 року — помічник начальника особливого відділу ОДПУ Північно-Кавказького військового округу. У березні 1931 — лютому 1932 року — помічник начальника особливого відділу Повноважного представництва ОДПУ по Північно-Кавказькому краю.
Член ВКП(б) з липня 1931 року.
У лютому 1932 — січні 1934 року — заступник начальника особливого відділу ОДПУ Північно-Кавказького військового округу. Одночасно у лютому 1932 — січні 1934 року — заступник начальника особливого відділу Повноважного представництва ОДПУ по Північно-Кавказькому краю.
5 січня — 19 січня 1934 року — начальник особливого відділу Повноважного представництва ОДПУ по Азово-Чорноморському краю. 19 січня — 10 липня 1934 року — начальник особливого відділу Повноважного представництва ОДПУ по Північно-Кавказькому краю. 13 липня 1934 — 14 грудня 1936 року — начальник особливого відділу УДБ УНКВС по Північно-Кавказькому краю.
14 грудня — 25 грудня 1936 року — начальник контррозвідувального відділу УДБ УНКВС по Північно-Кавказькому краю. У грудні 1936 — березні 1937 року — начальник 3-го відділу УДБ УНКВС по Північно-Кавказькому краю. У березні — квітні 1937 року — начальник 3-го відділу УДБ УНКВС по Орджонікідзевському краю.
З 15 квітня 1937 по 17 березня 1938 року — начальник Управління НКВС по Орджонікідзевському краю. Входив до складу особливої трійки, створеної за наказом НКВС СРСР від 30 липня 1937 року, брав активну участь в сталінських репресіях.
Заарештований 25 квітня 1938 року. Засуджений Військовою колегією Верховного суду СРСР 28 липня 1938 року до страти. Розстріляний того ж дня. Не реабілітований.

## Звання
- капітан державної безпеки (25.12.1935)
- майор державної безпеки (21.04.1937)

## Нагороди
- орден Червоної Зірки (11.07.1937)
- медаль «XX років Робітничо-Селянській Червоній Армії» (22.02.1938)
- знак «Почесний працівник ВЧК-ДПУ (XV)» (20.12.1932)